# بوتلوة قاسية الشعر
بوتلوة قاسية الشعر (الاسم العلمي:Bouteloua rigidiseta) هي نوع من النباتات تتبع جنس البوتلوة من الفصيلة النجيلية.